# Shakara, Hama
Shakara, Hama (tiếng Ả Rập: شكاري) là một ngôi làng Syria nằm ở phó huyện Salamiyah thuộc huyện Salamiyah, Hama. Theo Cục Thống kê Trung ương Syria (CBS), Shakara, Hama có dân số 344 trong cuộc điều tra dân số năm 2004.